# Montélier

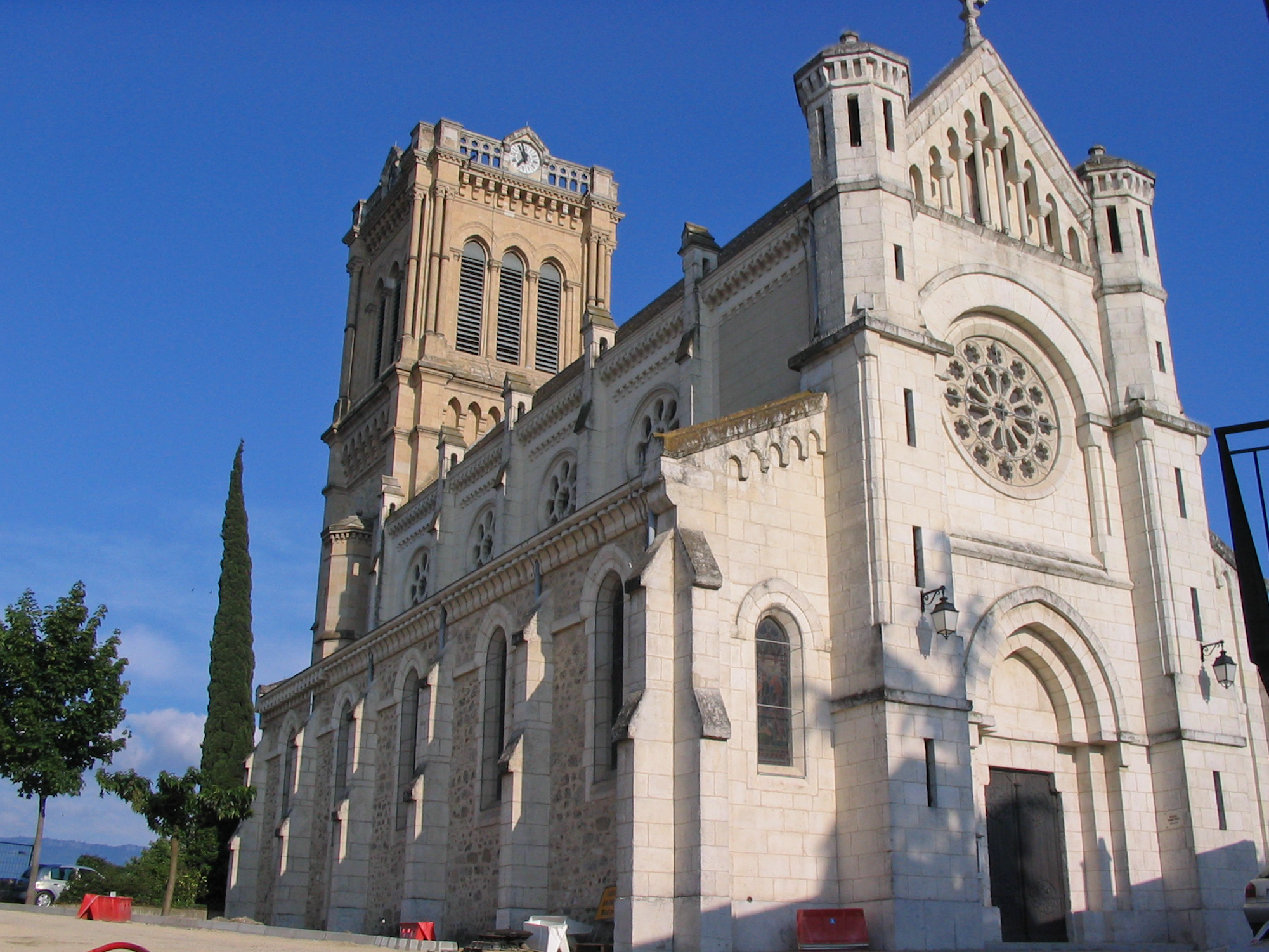
Kościół w Montélier, 2007

Montélier – miejscowość i gmina we Francji, w regionie Owernia-Rodan-Alpy, w departamencie Drôme.
Według danych na rok 1990 gminę zamieszkiwało 2738 osób, a gęstość zaludnienia wynosiła 111 osób/km² (wśród 2880 gmin regionu Rodan-Alpy Montélier plasuje się na 326. miejscu pod względem liczby ludności, natomiast pod względem powierzchni na miejscu 337.).